# España vaciada

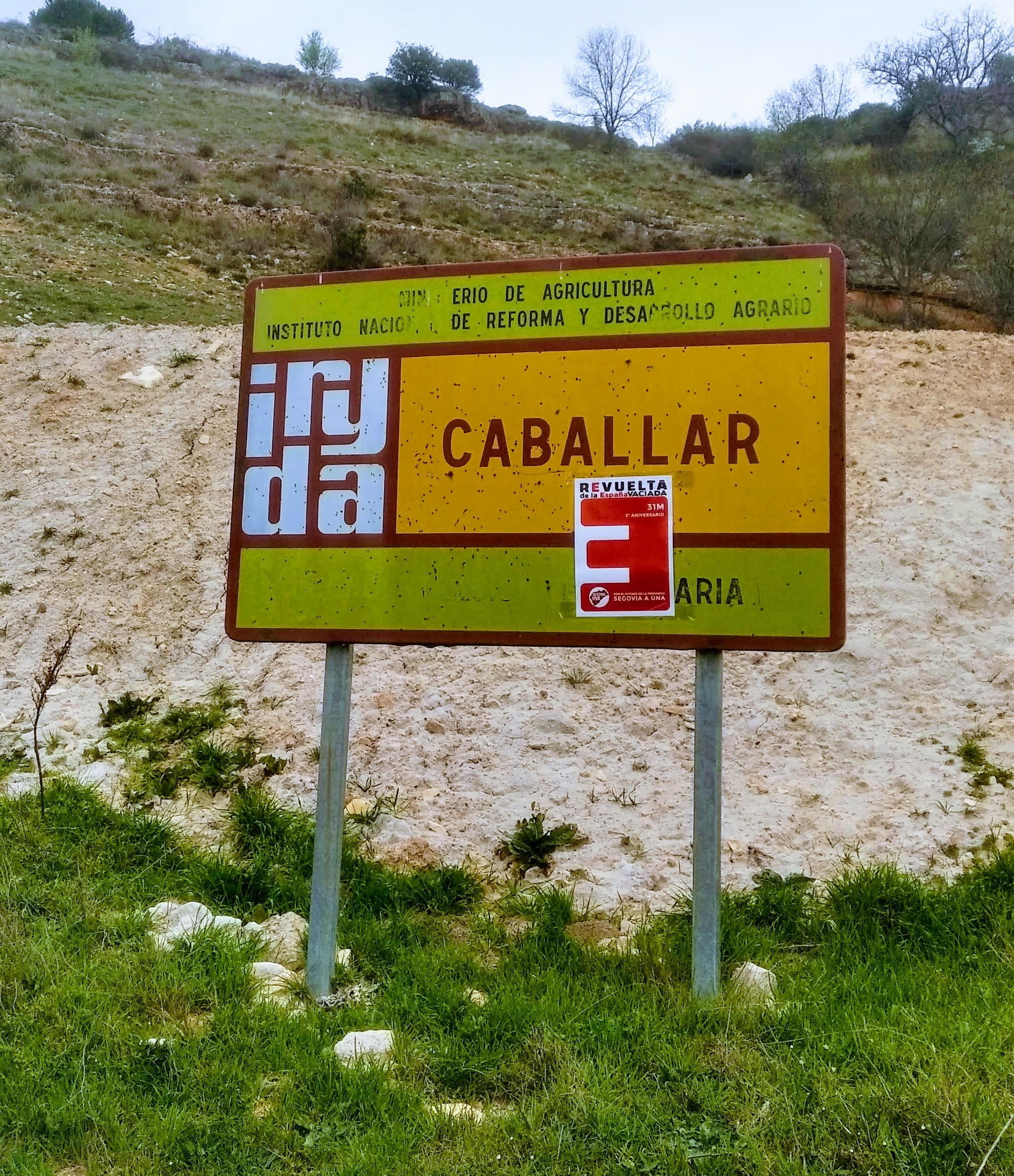
Wjazd do gminy Caballar w prowincji Segovia, która straciła 85% mieszkańców

España vaciada (pol. Pusta Hiszpania) – proces depopulacji (zmniejszania się liczby mieszkańców) w poszczególnych miejscowościach i całych regionach Hiszpanii.
Proces depopulacji Hiszpanii wynika przede wszystkim z dwóch głównych przyczyn: ujemnego współczynnika dzietności oraz braku równowagi w przepływach migracyjnych. O ile trend taki dotyka wielu europejskich krajów rozwiniętych, to w Hiszpanii wyludnianie się dużych obszarów jest wyjątkowo poważnym problemem, co doprowadziło do przyjęcia odrębnego terminu „España vaciada” w odniesieniu do wszystkich gmin, w których liczba ludności maleje i są one zagrożone prawie całkowitym opuszczeniem. 
Jednym z regionów o najwyższym wyludnieniu i najmniejszym wsparciu instytucjonalnym jest León. Badania z 2018 ustaliły, że region ten utracił 21.718 mieszkańców w ciągu roku, czyli prawie 60 osób każdego dnia. Ponad 3500 miastom Hiszpanii grozi do 2028 prawie zupełny zanik. W 31 regionach wiejskich gęstość zaludnienia wynosi poniżej czterech mieszkańców na km². W 26 powiatach ponad 35% ludności ma ponad 65 lat, a w pięćdziesięciu powiatach mniej niż 10% ludności ma mniej niż 15 lat. W najbardziej dotkniętych opuszczeniem miejscach nie ma żadnego naukowego pomysłu na odwrócenie, czy nawet zahamowanie trendu – jest on całkowicie nieodwracalny. Doświadczenie życia w pustoszejącej lub prawie opustoszałej miejscowości stanowi dodatkowe trudne wyzwanie dla pozostałych jeszcze na miejscu ludzi. Może to powodować rozwój poczucia samotności i narastającą frustrację historyczną.
Na problem pustoszenia dużych obszarów Hiszpanii wpływ miało destrukcyjne błędne koło kilku różnych czynników: braku usług lokalnych, słabości struktury gospodarczej, bezrobocia, emigracji młodzieży (głównie kobiet), maskulinizacja, starzenie się społeczeństwa, izolacja i pustynnienie. Centralistyczny model rozwoju, zapoczątkowany w okresie rządów Francisco Franco i kontynuowany do dziś przez wszystkie kolejne rządy, spowodował głęboką segregację przestrzenną pomiędzy środowiskiem wiejskim a miejskim. Niezmiennie propagowano model rozwoju zależnego od dużych miast i wyniszczającego mniejsze ośrodki, w którym świat wsi podporządkowany był całkowicie rozwojowi miast. Ludność wiejska musiała się wyżywić we własnym zakresie, a oprócz tego dostarczać taniej siły roboczej najpierw do sektora przemysłowego, a następnie do usług. W tym modelu rozwoju migracje do miast opróżniły wsie i miasteczka z ludzi – nastąpiła kolonizacja wewnętrzna państwa.

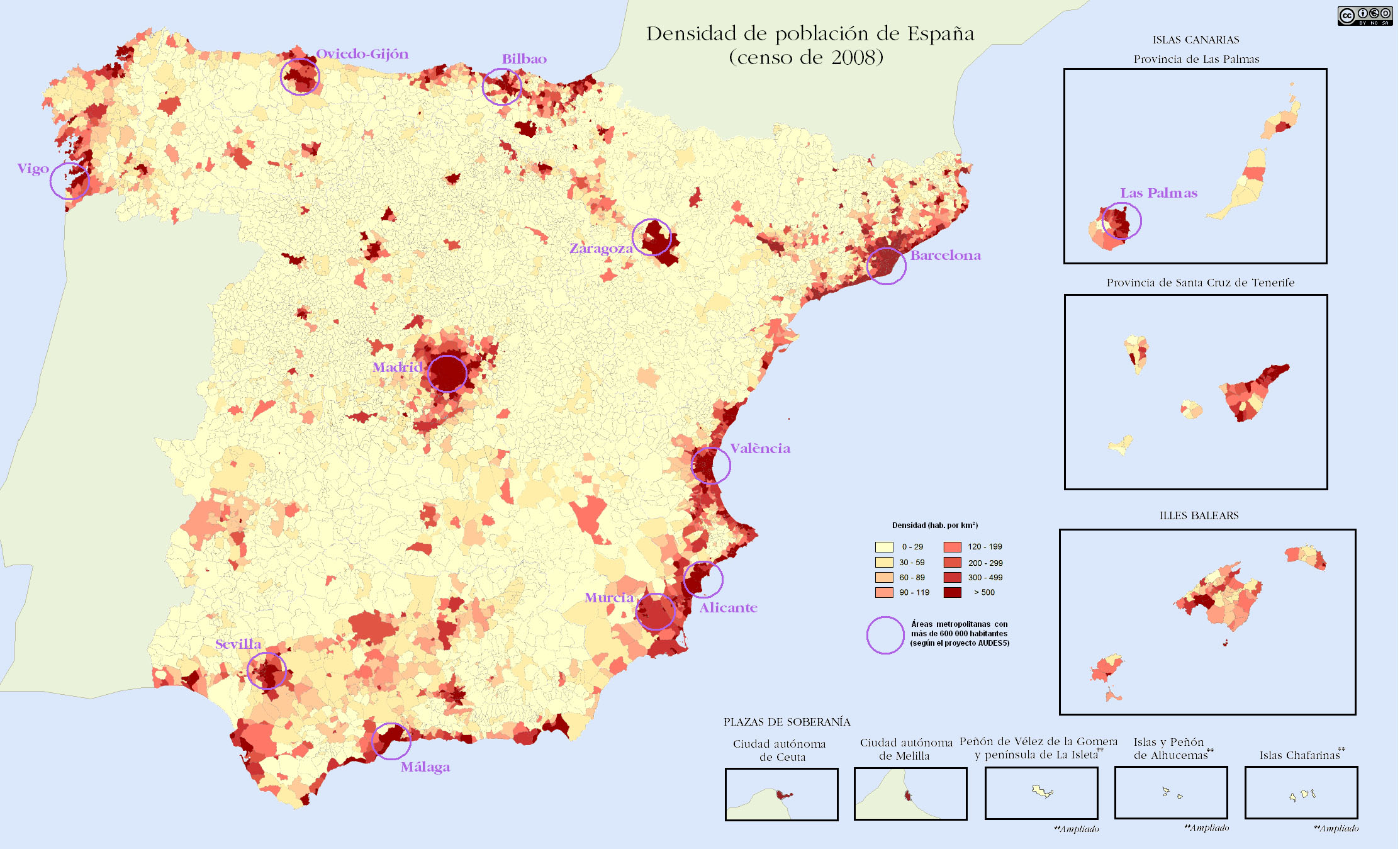
Mapa gęstości zaludnienia w gminach hiszpańskich według spisu powszechnego z 2008
Zróżnicowanie populacji Hiszpanii w latach 1981–2005 pokazujące prowincje, które w tym okresie straciły najwyższy procent populacji

Zagadnienie przez długi czas było pomijane przez media głównego nurtu, jak i władze państwowe. W 2016 ukazał się esej Sergio del Molino zatytułowany „La España Vacía” oraz książka na ten temat, które rozbudziły zainteresowanie społeczne problemem. Conferencia de Presidentes y Presidentas Autonómicos, która odbyła się 17 stycznia 2017 zainicjowała debatę demograficzną toczoną przez kilka hiszpańskich wspólnot autonomicznych na temat depopulacji. 27 stycznia 2017 ogłoszono ustawę RD 40/2017, ustanawiającą Komisarza ds. Wyzwania Demograficznego. Partie polityczne i organizacje społeczne podejmują z mniejszym lub większym skutkiem różnego rodzaju działania mające na celu poprawę sytuacji.